# Habitat 67

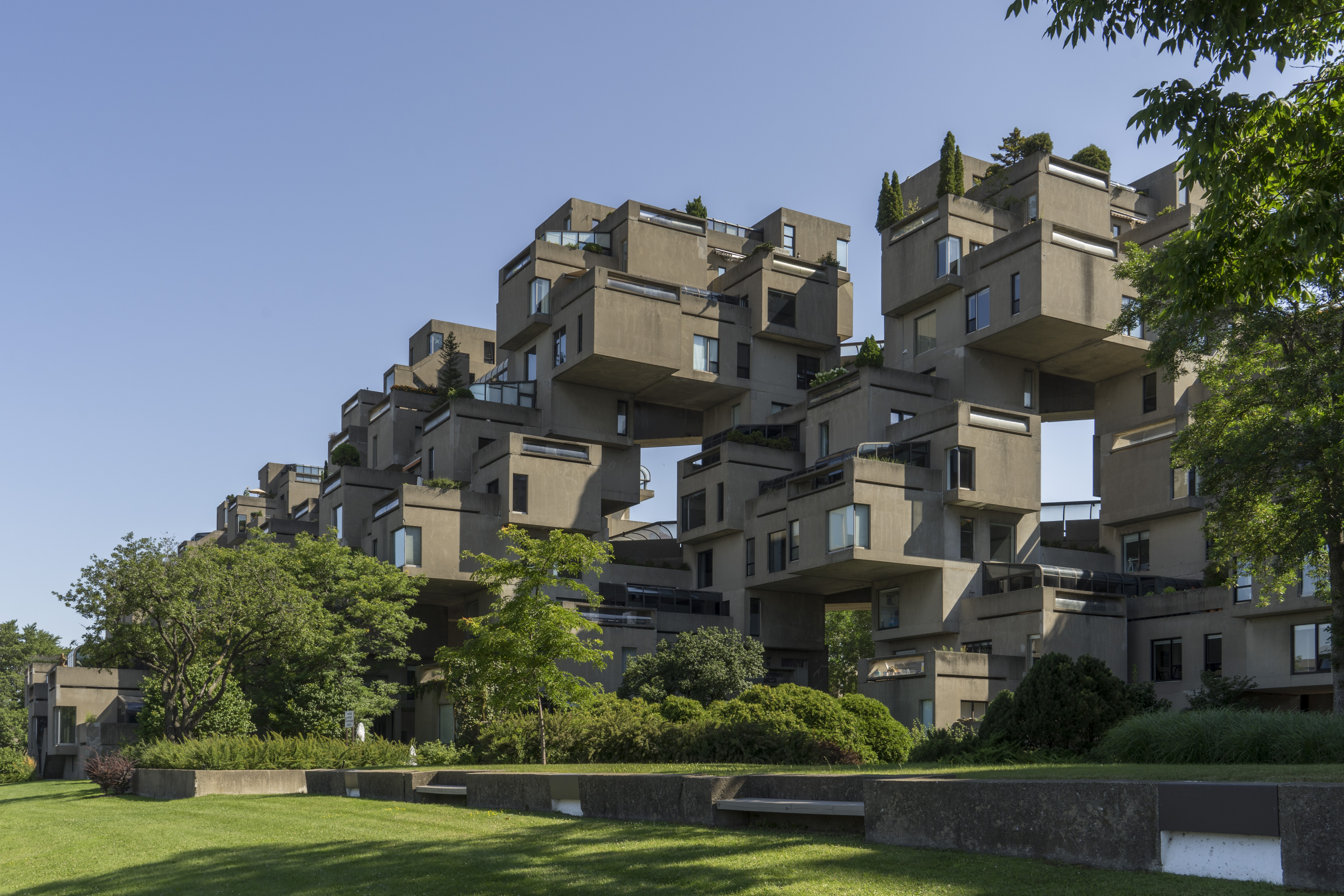
Habitat 67

Habitat 67 ist ein von dem Architekten Moshe Safdie in den Jahren 1966 bis 1967 entworfener Wohnhauskomplex in der kanadischen Stadt Montreal. Der am Sankt-Lorenz-Strom gelegene Komplex besteht aus 354 stufenförmig aufgestellten Quadern mit insgesamt 158 Wohneinheiten für bis zu 700 Bewohner und wurde als Teil der 1967 in Montreal stattfindenden Weltausstellung Expo 67 errichtet und war in dieser Zeit ein Haltepunkt des Expo Express.

## Beschreibung

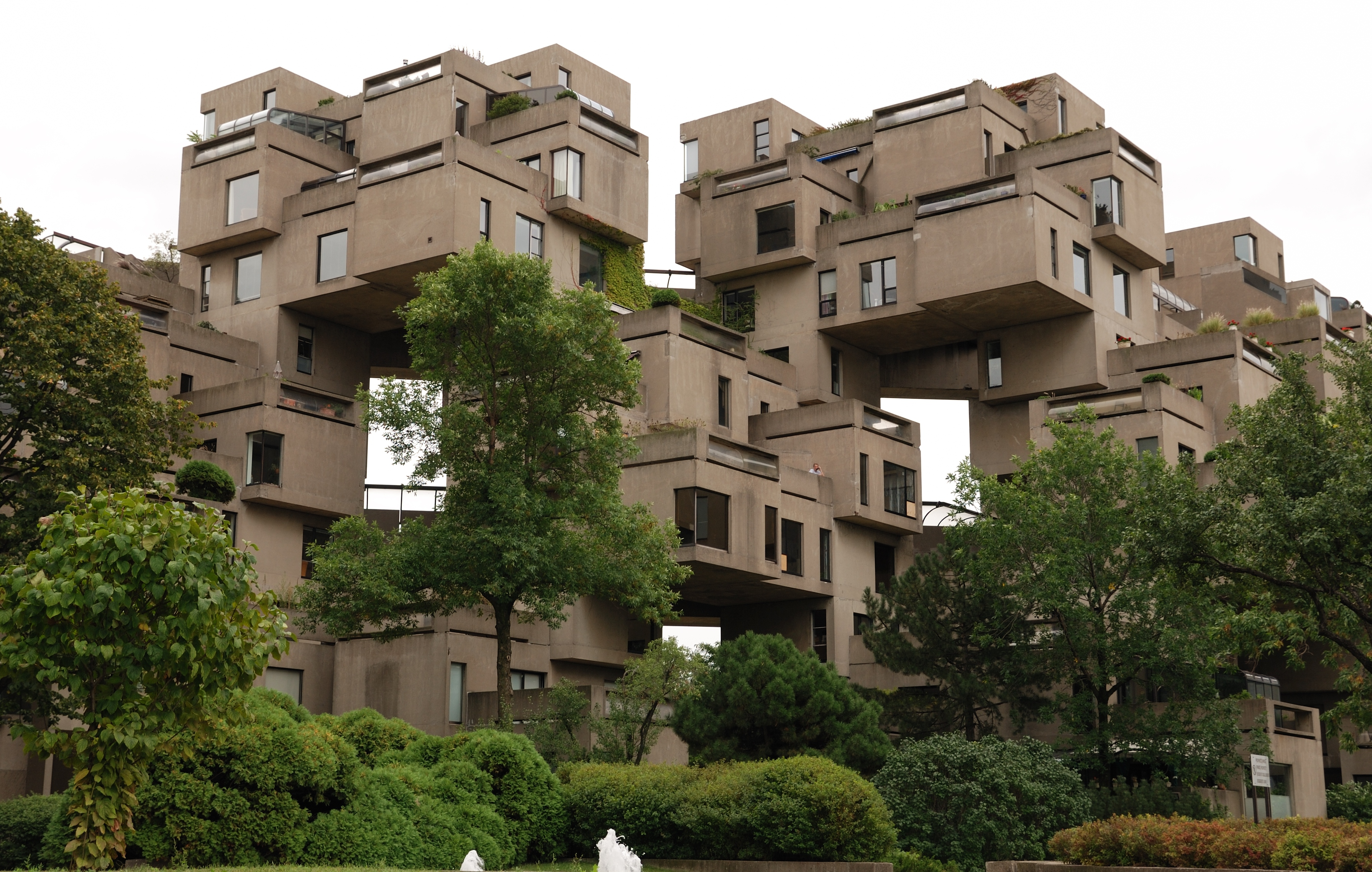
Die Wohnwürfel in der Nahansicht

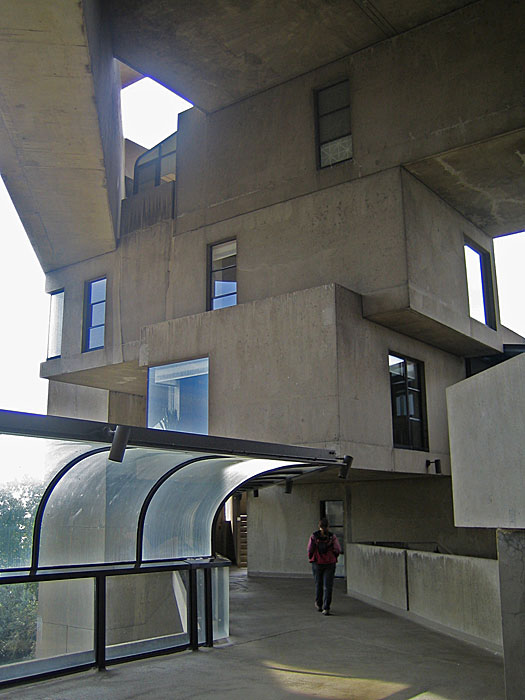
Die Wohnanlage von innen

Die Anlage Habitat 67 befindet sich an der Avenue Pierre-Dupuy auf der Halbinsel Cité du Havre. Während der Expo waren 26 Wohnungen möbliert und standen zur Besichtigung offen. Die Quaderelemente aus Sichtbeton messen 5 × 11 × 3 Meter und wiegen jeweils 85 Tonnen. Sie wurden in einer eigens dafür errichteten Fabrik vorfabriziert und mittels Spezialtransporter zur Baustelle gebracht. Die gesamte Siedlung, die von 900 Arbeitern in eineinhalb Jahren gebaut wurde, besteht aus 5000 Tonnen Stahl und 96.000 Tonnen Beton. Ursprünglich hatte Safdie geplant, die Betonelemente an umgekehrten V-Trägern aufzuhängen. Nach einer Überarbeitung der Baupläne wurden die Einheiten mit Hilfe eines Krans wabenartig auf zwölf Geschosse verteilt übereinander gestapelt. Damit war auch gewährleistet, dass jede Wohneinheit über genügend Licht verfügt. Auskragende Elemente wurden durch nachgespannte vertikale Kabel gesichert. Die wie zufällig aussehende Struktur stellt dabei einen bewussten Kontrast zum historischen Hafen dar.
Ziel war es, durch den konsequenten Einsatz des Baukastenprinzips ein modernes und kostengünstiges Bauverfahren zu entwickeln. Trotz rationeller Serienfertigung kostete die Siedlung umgerechnet rund 50 Millionen DM. Da die Reaktionen der Bevölkerung zu kritisch erschienen und man einen zu großen Leerstand angesichts der hohen Baukosten vermeiden wollte, reduzierte man die ursprünglich geplanten 1350 Quaderelemente auf 354. Im Laufe der Zeit wurde die Wohnanlage modernisiert und gewann nach anfänglicher Ablehnung vor allem durch ihre Lage am Flussufer stark an Beliebtheit.
Habitat 67 ist dem Architekturstil des Brutalismus bzw. des Strukturalismus zuzurechnen und gilt als europäisch geprägte Nachahmung des Stils der japanischen Metabolisten.
Die Anlage bietet 15 verschiedene Wohnungstypen, die je nach Größe aus einem bis acht Kuben bestehen. Die Wohnfläche variiert dabei zwischen 54 und 153 Quadratmeter, die sich auf ein bis vier Stockwerke verteilt. Dazu haben die Wohnungen zwischen 20 und 90 Quadratmeter große Terrassen. Neben Treppenhäusern verfügt Habitat 67 über sechs Aufzuganlagen. Die Wohnungen werden über Zentralheizung beheizt und haben Klimaanlagen.

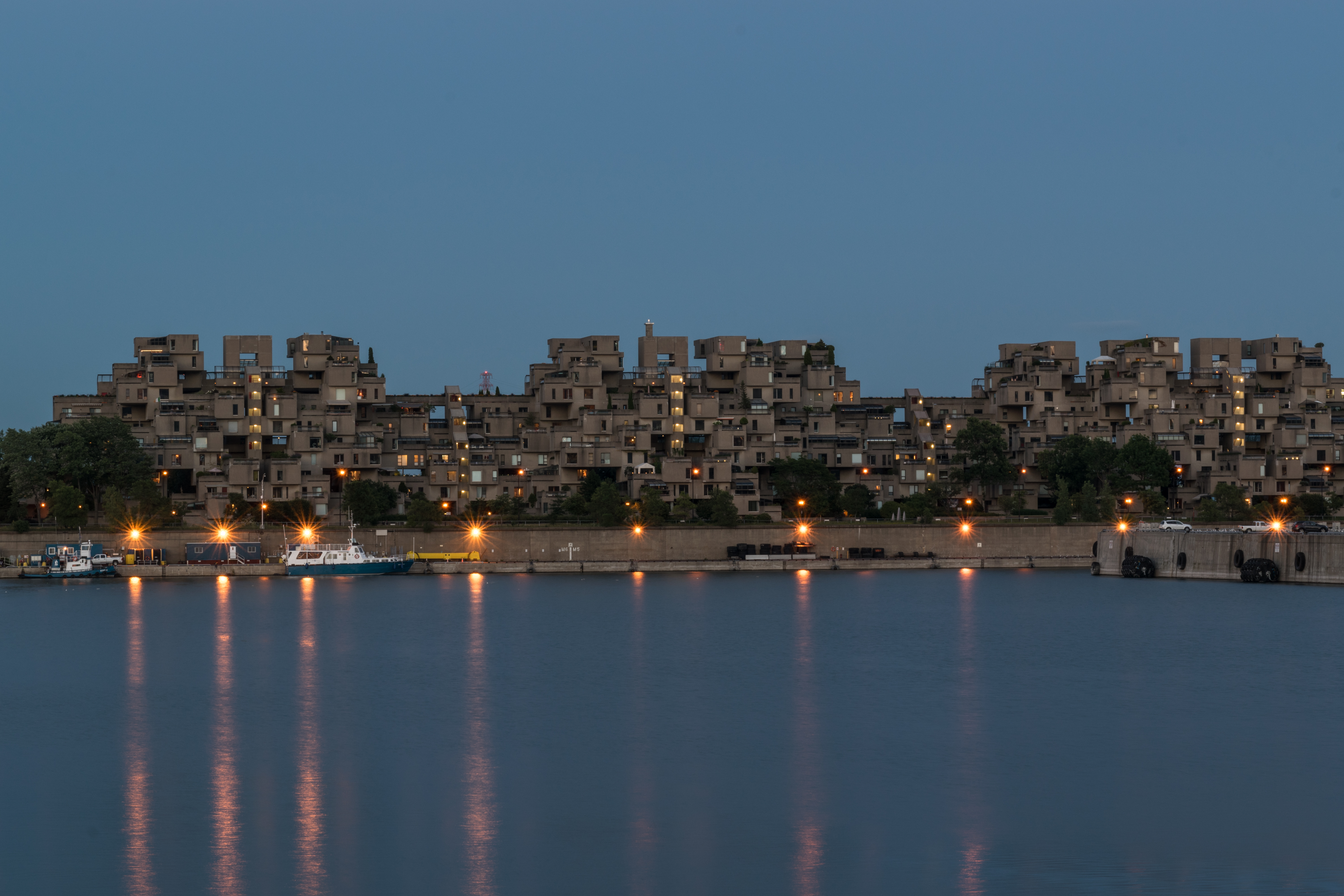
Ansicht auf Habitat 67 vom Hafen aus